# Littleville
Littleville är en kommun (town) i Colbert County i Alabama. Vid 2010 års folkräkning hade Littleville 1 011 invånare.